# Ліповець-Косьцельний
Ліповець-Косьцельни (пол. Lipowiec Kościelny) — село в Польщі, у гміні Ліповець-Косьцельний Млавського повіту Мазовецького воєводства.
Населення — 850 осіб (2011).
У 1975-1998 роках село належало до Цехановського воєводства.

## Демографія
Демографічна структура станом на 31 березня 2011 року:
|          | Загалом | Допрацездатний вік | Працездатний вік | Постпрацездатний вік |
| -------- | ------- | ------------------ | ---------------- | -------------------- |
| Чоловіки | 415     | 98                 | 279              | 38                   |
| Жінки    | 435     | 108                | 237              | 90                   |
| Разом    | 850     | 206                | 516              | 128                  |